# People's Choice Classic 2017
La 12.ª edición de People's Choice Classic tuvo lugar el 15 de enero de 2017. Este critérium se llevó a cabo dos días antes del inicio de la Tour Down Under. La carrera fue ganada por el  australiano Caleb Ewan (Orica-Scott) seguido por el irlandés Sam Bennett y el eslovaco Peter Sagan, ambos miembros del Bora-Hansgrohe.

## Equipos participantes
| WorldTeams (18)- AG2R La Mondiale - Astana - Bahrain-Merida - BMC Racing Team - Bora-Hansgrohe - Cannondale-Drapac - Dimension Data - FDJ - Katusha-Alpecin - Lotto NL-Jumbo - Lotto-Soudal - Movistar Team - Orica-Scott - Quick-Step Floors - Sky - Team Sunweb - Trek-Segafredo - UAE Abu Dhabi translation for headoftableIII_translate index 39 not found- UniSA-Australia |
| |

## Clasificación final
| \| Clasificación general \| Clasificación general \| Clasificación general \| Clasificación general \| Clasificación general \| \| Ciclista \| Ciclista \| Equipo \| Tiempo \| \| \| --------------------- \| --------------------- \| --------------------- \| --------------------- \| --------------------- \| \| 1.º \| Caleb Ewan \| Orica-Scott \| 1 h 03 min 41 s \| \| \| 2.º \| Sam Bennett \| Bora-Hansgrohe \| + 0 s \| \| \| 3.º \| Peter Sagan \| Bora-Hansgrohe \| + 0 s \| \| \| 4.º \| Niccolò Bonifazio \| Bahrain-Merida \| + 0 s \| \| \| 5.º \| Edward Theuns \| Trek-Segafredo \| + 0 s \| \| \| 6.º \| Mark Renshaw \| Dimension Data \| + 0 s \| \| \| 7.º \| Sean De Bie \| Lotto-Soudal \| + 0 s \| \| \| 8.º \| Baptiste Planckaert \| Katusha-Alpecin \| + 0 s \| \| \| 9.º \| Patrick Bevin \| Cannondale-Drapac \| + 0 s \| \| \| 10.º \| Jasha Sütterlin \| Movistar Team \| + 0 s \| \| \| 11.º \| Carlos Barbero \| Movistar Team \| + 0 s \| \| \| 12.º \| Robert Wagner \| LottoNL-Jumbo \| + 0 s \| \| \| 13.º \| Matteo Montaguti \| AG2R La Mondiale \| + 0 s \| \| \| 14.º \| Nikias Arndt \| Team Sunweb \| + 0 s \| \| \| 15.º \| Roger Kluge \| Orica-Scott \| + 0 s \| \| \| 16.º \| Danny van Poppel \| Team Sky \| + 0 s \| \| \| 17.º \| Miles Scotson \| BMC Racing Team \| + 0 s \| \| \| 18.º \| Marko Kump \| UAE Abu Dhabi \| + 0 s \| \| \| 19.º \| Chun Kai Feng \| Bahrain-Merida \| + 0 s \| \| \| 20.º \| Martin Velits \| Quick-Step Floors \| + 0 s \| \| \| 21.º \| Sven Erik Bystrøm \| Katusha-Alpecin \| + 0 s \| \| \| 22.º \| Tom Van Asbroeck \| Cannondale-Drapac \| + 0 s \| \| \| 23.º \| Julien Bérard \| AG2R La Mondiale \| + 0 s \| \| \| 24.º \| Michael Valgren \| Astana \| + 0 s \| \| \| 25.º \| Laurens de Vreese \| Astana \| + 8 s \| \| |                     |                   |                 |
| |                     |                   |                 |
| Fuentes: Cycling Quotient Cycling Archives |                     |                   |                 |
| Clasificación general |                     |                   |                 |
| Ciclista | Ciclista            | Equipo            | Tiempo          |
| 1.º | Caleb Ewan          | Orica-Scott       | 1 h 03 min 41 s |
| 2.º | Sam Bennett         | Bora-Hansgrohe    | + 0 s           |
| 3.º | Peter Sagan         | Bora-Hansgrohe    | + 0 s           |
| 4.º | Niccolò Bonifazio   | Bahrain-Merida    | + 0 s           |
| 5.º | Edward Theuns       | Trek-Segafredo    | + 0 s           |
| 6.º | Mark Renshaw        | Dimension Data    | + 0 s           |
| 7.º | Sean De Bie         | Lotto-Soudal      | + 0 s           |
| 8.º | Baptiste Planckaert | Katusha-Alpecin   | + 0 s           |
| 9.º | Patrick Bevin       | Cannondale-Drapac | + 0 s           |
| 10.º | Jasha Sütterlin     | Movistar Team     | + 0 s           |
| 11.º | Carlos Barbero      | Movistar Team     | + 0 s           |
| 12.º | Robert Wagner       | LottoNL-Jumbo     | + 0 s           |
| 13.º | Matteo Montaguti    | AG2R La Mondiale  | + 0 s           |
| 14.º | Nikias Arndt        | Team Sunweb       | + 0 s           |
| 15.º | Roger Kluge         | Orica-Scott       | + 0 s           |
| 16.º | Danny van Poppel    | Team Sky          | + 0 s           |
| 17.º | Miles Scotson       | BMC Racing Team   | + 0 s           |
| 18.º | Marko Kump          | UAE Abu Dhabi     | + 0 s           |
| 19.º | Chun Kai Feng       | Bahrain-Merida    | + 0 s           |
| 20.º | Martin Velits       | Quick-Step Floors | + 0 s           |
| 21.º | Sven Erik Bystrøm   | Katusha-Alpecin   | + 0 s           |
| 22.º | Tom Van Asbroeck    | Cannondale-Drapac | + 0 s           |
| 23.º | Julien Bérard       | AG2R La Mondiale  | + 0 s           |
| 24.º | Michael Valgren     | Astana            | + 0 s           |
| 25.º | Laurens de Vreese   | Astana            | + 8 s           |